# Anno Salutis

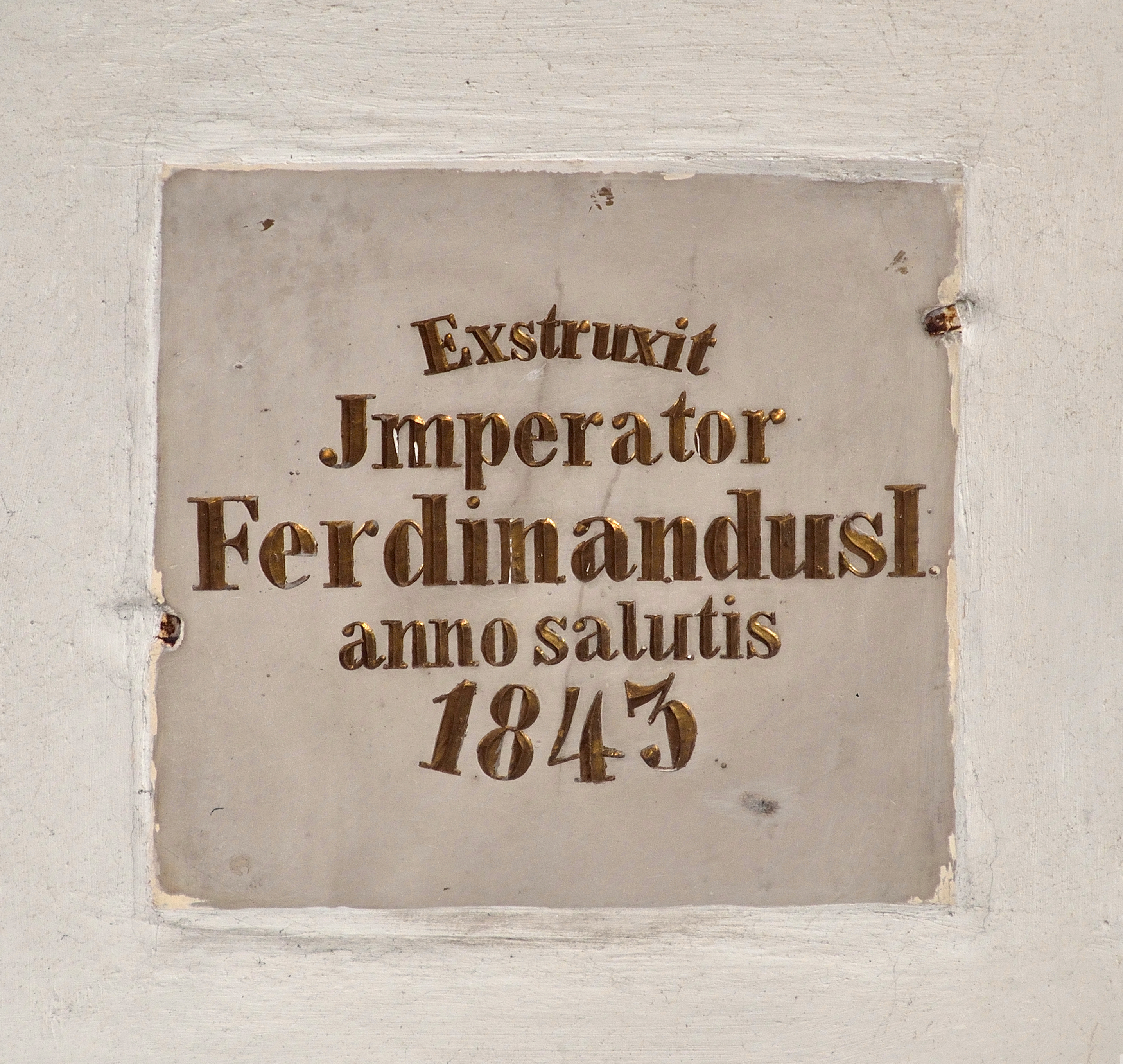
Gedenktafel in der Pfarrkirche Marbach an der Donau

Anno Salutis (lateinisch „im Jahr des Heils“ oder „im Jahr der Erlösung“), abgekürzt AS, ist eine bis ins 18. Jahrhundert verwendete Formel für Jahresangaben, die wie Anno Domini, n. Chr. und andere die Geburt Jesu Christi als Bezugsdatum verwendet.

## Hintergrund
Die Formulierung wird verständlich vor dem Hintergrund der christlichen Heilslehre, die von der Vorstellung ausgeht, die Geburt Christi erlöse die Menschen von der ewigen Verdammnis, die ihnen aufgrund ihrer Sünden zuteilwird.

## Ähnliche Formulierungen
Ähnliche Formulierungen sind Anno Nostrae Salutis („im Jahr unseres Heils“), Anno Salutis Humanae („im Jahr des menschlichen Heils“), Anno Reparatae Salutis („im Jahr des vollbrachten Heils“), Anno recuperatae salutis („im Jahr des wiedererlangten/wiedererworbenen Heils“) oder Anno Christianae Salutis („im Jahr christlichen Heils“).

## Redewendung
Die österreichische Fügung Anno Schnee ist eine scherzhafte Ausschreibung der Anno Salutis-Abkürzung AS und bedeutet damals, in vergangener Zeit, ähnlich wie Anno dazumal.